# Chvaleč
Chvaleč é uma comuna checa localizada na região de Hradec Králové, distrito de Trutnov‎.